# Вайден (Верхній Пфальц)
Вайден (нім. Weiden in der Oberpfalz, офіційно: Weiden idOPf.) — Вільне місто в Східній Баварії, Верхньому Пфальці, розташоване за 100 км на схід від Нюрнберга та 35 км на захід від Чехії.

## Уродженці
- Мартін Готтфрід Вайсс (1905—1946) — німецький офіцер, оберштурмбаннфюрер СС.
- Улі Грьотч (* 1975) — німецький політик.